# 彩虹䗉螺
彩虹䗉螺（学名：Umbonium vestiarium），是原始腹足目钟螺科䗉螺属的一种，其棲息地在海裡。

## 習性
本物種的棲息地位於潮間帶。

## 分佈
印度太平洋區，主要分布于新加坡、马来西亚、中国大陆、台湾，常栖息在潮间带。